# Los santos inocentes (película)
Los santos inocentes es una película de drama española de 1984 dirigida por Mario Camus y protagonizada por Alfredo Landa, Terele Pávez, Juan Diego y Paco Rabal, basada en la novela homónima de Miguel Delibes y ambientada en los terrenos de un cortijo en "La Raya" (frontera entre España y Portugal) a principios de la década de 1960 en España. Fue rodada entre las ciudades extremeñas de Mérida, Zafra y Alburquerque. Ganó la mención especial del jurado en el Festival de Cannes en 1984 y, por sus interpretaciones, Alfredo Landa y Paco Rabal recibieron ex aequo el premio de interpretación masculina.

## Argumento
Paco (Alfredo Landa) y Régula (Terele Pávez) forman, junto a sus tres hijos, Quirce, Nieves y Charito (la niña chica) (aunque en la novela existe un cuarto hijo, Rogelio), una familia de campesinos a las órdenes de los señores del cortijo que aguanta toda clase de órdenes y humillaciones sin queja alguna. Un día se presenta Azarías (Paco Rabal), el hermano discapacitado de Régula, pues ha sido despedido del cortijo en el que él trabajaba y decide unirse a la familia de su hermana para trabajar. Ahora, deberán hacer frente a todas las penurias típicas de la época juntos.

## Producción
En 1981 Miguel Delibes publicó su novela Los santos inocentes, enmarcada dentro del periodo realista del autor, que la dedicó a Félix Rodríguez de la Fuente, fallecido antes de la publicación del libro. Delibes había concebido la obra como una intención de mostrar la incultura y la pobreza a la que se veían sometidos los trabajadores de los latifundios fronterizos con Portugal. Su título hacía mención a la matanza de los Inocentes, en donde los inocentes son sometidos y oprimidos, y tienen un castigo de pobreza y desdicha sin tener la culpa de ello. Frente a ellos, los señoritos con una doble moral que se muestran indiferentes ante la miseria que sufren los campesinos.
A la hora de redactar el guion, cada uno de los guionistas hizo una escaleta de la película y posteriormente se redujeron los seis episodios que componen la novela a solo cuatro, por lo que no se incluyeron algunos personajes y se obviaron algunas partes. Después de ello, se partió la escaleta en cuatro partes, siendo la primera desde que Quirce le lleva la milana a su tío Azarías para disculparse por reírse de él, que fue escrita por Mario Camus; la segunda contaba el trabajo de Nieves en la casa de los señores, que fue escrita por Antonio Larreta; luego vino la parte de la cacería de Paco el bajo, y la última, la de Azarías, estas dos últimas escritas por Nicolás Matji. Tras un mes, los guionistas se volvieron a reunir tras acabar sus partes y ambos estuvieron conformes con lo que habían escrito.
El rodaje de la película comenzó a finales de octubre del año 1983, aunque tuvieron que hacer una construcción de uno de los escenarios en la finca del Zajarrón. Dos de las escenas más complicadas de la película fueron cuando la milana se escapa cuando le están tomando una foto a la familia y se va a un torreón para luego volver al hombro de Azarías, pues dependía únicamente de lo que hiciese el ave, y cuando Paco el bajo se fractura el peroné, pues tenía que resultar creíble que en realidad caía desde la rama más alta del árbol.
La composición de la banda sonora fue encargada a Antón García Abril, quien realizó la música a piano. Después se la mandaron a Pedro Madrid, quien se aprendió de memoria la banda sonora y la tocó con el rabel a cambio de 5000 pesetas. La agrupación folklórica Juéllega Extremeña ameniza la Comunión del niño Carlos Alberto con música y canciones tradicionales.

## Ficha artística
| Actor             | Personaje                                                                    |
| ----------------- | ---------------------------------------------------------------------------- |
| Alfredo Landa     | Paco «el bajo»                                                               |
| Terele Pávez      | Régula, mujer de Paco                                                        |
| Paco Rabal        | Azarías, hermano de Régula                                                   |
| Belén Ballesteros | Nieves, hija de Paco y Régula                                                |
| Juan Sachez       | Quirce, hijo de Paco y Régula                                                |
| Susana Sánchez    | Charito, "la niña chica" que sufre parálisis cerebral, hija de Paco y Régula |
| Juan Diego        | Señorito Iván                                                                |
| Agustín González  | Don Pedro, administrador del cortijo                                         |
| Ágata Lys         | Doña Pura, esposa de don Pedro                                               |
| Mary Carrillo     | Sra. marquesa                                                                |
| Maribel Martín    | Srta. Míriam                                                                 |
| Manuel Zarzo      | Doctor                                                                       |
| Liberto Rabal     | Carlos Alberto, hijo del señorito Iván (no incluido en los créditos)         |

Paco el bajo
A la hora de preparar el personaje, Landa lo trató como un personaje de bondad absoluta y no como alguien servil, más bien como un perro que sigue amando a su dueño aunque este le maltrate, y debía tener la misma mirada que un perro que fuese abandonado en la carretera por su dueño. El actor, tras su paso por el landismo, había comenzado una nueva etapa en su carrera con El puente y rubricado con El crack, en donde ya comienza a realizar papeles dramáticos, gozando a partir de entonces del reconocimiento por parte de la crítica, lo que le llevó a recibir ofertas para películas dramáticas. Tanto la crítica como el público concuerdan en que es la mejor interpretación de la carrera del actor.
Azarías
Azarías es el hermano de Régula; se ha marchado a vivir con su hermana porque le han echado de su trabajo en el cortijo de La Jara, pues se orinaba en las manos para que no se le agrietasen. Es un "niño encerrado en el cuerpo de un hombre" que se mueve por instintos primarios y rutinas automatizadas. En palabras del propio Delibes es, junto a "la niña chica", el verdadero inocente de la historia, pues "era un engorro, como otra criatura", según menciona Régula. Es inocente porque tiene deficiencias psíquicas y porque no es consciente de que causa perjuicio a los demás.
Desde el principio, el director Mario Camus tuvo claro que Francisco Rabal iba a ser quien interpretara el personaje de Azarías. Para preparar el personaje, Rabal convivió durante varios meses con un ciudadano del pueblo llamado Juan Flores Domínguez, más conocido como Barrunta, para aprender sus gestos, su forma de andar, sus costumbres, llegando incluso a comprarle la ropa a Barrunta para ponerse mejor en el papel. Con esta película, la carrera de Rabal remontó definitivamente tras haber pasado por la década de los setenta, que le obligó a llegar a pedir dinero prestado a otros.
Señorito Iván
Juan Diego fue elegido para el papel tras recordar su participación en el episodio de la serie Del dicho al hecho: «No hay mayor dolor que ser pobre después de ser señor», en donde se iba vengando poco a poco del personaje que interpretaba Fernando Fernán Gómez, quien había sido en el pasado su profesor.
Nieves
Fue el único papel que interpretó Belén Ballesteros. Mario Camus la eligió por su "mirada melancólica", que podía incluso decir lo que pasaba con los ojos. A pesar de sentirse orgullosa del papel, Belén dijo que le trajo su participación diversos problemas, pues su familia era más cercana a la de los dueños de la finca que a los trabajadores del campo.

## Recepción
El propio Miguel Delibes afirmó que le gustó la adaptación y estuvo conforme con la visión que dieron de la misma el director y los guionistas.
En taquilla fue un éxito, convirtiéndose en su momento en la película más taquillera del cine español, con 523 904 485 pesetas.

### Críticas actuales
En la actualidad es valorada como una de las obras maestras del cine español. Sin embargo, no se exime de algunas críticas negativas, como la de un crítico de Fotogramas que escribió «consigue un notable poder de convicción, especialmente a través de las memorables interpretaciones de sus protagonistas, pero no trasciende las limitaciones propias del naturalismo más tradicional».

## Palmarés cinematográfico
Festival Internacional de Cine de Cannes
| Categoría                                         | Persona                                           | Resultado |
| ------------------------------------------------- | ------------------------------------------------- | --------- |
| Mejor interpretación masculina                    | Alfredo Landa Francisco Rabal                     | Ganadores |
| Mención especial (Jurado Ecuménico Internacional) | Mención especial (Jurado Ecuménico Internacional) | Ganadora  |

40.ª edición de las Medallas del Círculo de Escritores Cinematográficos
| Categoría      | Resultado |
| -------------- | --------- |
| Mejor película | Ganadora  |

Fotogramas de Plata 1984
| Categoría            | Persona                                        | Resultado                   |
| -------------------- | ---------------------------------------------- | --------------------------- |
| Mejor actor de cine  | Francisco Rabal Agustín González Alfredo Landa | Ganador Candidato Candidato |
| Mejor actriz de cine | Terele Pávez                                   | Candidata                   |

Otros
- Premios ACE (Nueva York): Mejor actor (Alfredo Landa)